# Eduardo Ovejero Adelantado
Eduardo Ovejero Adelantado (Sogorb, 1953) és un polític valencià, diputat a les Corts Valencianes en la IV, vi, vii i viii legislatures.
Fou secretari del Partit Liberal a Castelló de 1987 a 1989, any en què es passà al Partit Popular. Fou gerent regional del PP (1991-1995) i diputat per la província de València a les eleccions a les Corts Valencianes de 1995, 2003, 2007 i 2011. Durant aquest temps ha estat subsecretari de la conselleria de Benestar Social (1997-1999) i assessor del vicepresident primer del Consell, José Joaquín Ripoll Serrano, el 2001-2003.